# Nicolas Ardouin
Nicolas Ardouin (* 7. Februar 1978 in La Rochelle) ist ein französischer ehemaliger Fußballspieler. Er spielte u. a. 2004 bis 2008 als Torwart in der ersten spanischen Liga bei Deportivo Alavés.